# エステム管理サービス
株式会社 エステム管理サービスは、日本の不動産会社。
グループ会社が販売した物件に対してマンション管理サービスを提供。

## 概要
- 商号 ： 株式会社エステム管理サービス
- 創業：平成９年12月
- 設立 ： 平成16年2月
- 資本金 ： 9,000万円
- 代表取締役 ： 山下賢治朗
- 事務所 ： 大阪市中央区南船場2丁目9-14 NEビル

- 免許番号 ：管理業者登録番号：国土交通大臣（4）第062601号
- 加盟団体 ： 社団法人高層住宅管理業協会保証機構

## 事業内容
マンション・ビルなどの建物の総合管理業務
1. 建物の清掃管理業務
2. 建物修繕工事
3. マンション管理組合代行業務
4. 建物設備管理業務

## 広告・メディア
- 大阪市中央区の道頓堀に架かる戎橋横にネオン広告
グリコランナーが描かれているネオンの隣
- イメージキャラクターに相武紗季を起用

## グループ会社
- 日商エステム
- エステム住宅販売
- 東京日商エステム
- エステムプランニング
- エステム管理サービス
- リブラブ